# Паслёновые
Паслёновые  (лат. Solanaceae) — семейство двудольных спайнолепестных растений, многие виды которого имеют съедобные части и издавна культивируются человеком, например, картофель, баклажан, табак, томат, овощной перец (не путать с растениями семейства перечные), стручковый перец, дереза, паслён, паслён чёрный, пепино и санберри. К этому же семейству относятся и такие растения, как дурман и белена, известные своей ядовитостью. В соответствии с современной системой классификации APG IV по состоянию на июнь 2024 года семейство включает 8 подсемейств, 101 род и 2 715 видов растений.

## Ботаническое описание
Травы, прямостоячие или ползучие кустарники, а изредка небольшие деревья (некоторые виды Паслёнов, Dunalia и Acnistus); листья у паслёновых цельные, зубчатые, лопастные или надрезанные; в вегетативной части стебля они располагаются очерёдно, а в цветоносной — попарно (обычно 1 большой лист и 1 маленький); парное листорасположение обусловливается симподиальным ветвлением и совместным смещением частей; вследствие этого у некоторых паслёновых (роды Дурман, Физалис, Паслён) стебли кажутся дихотомически или трихотомически разветвленными, ветви выходящими не из пазух, а цветки или соцветия сидячими в развилке ветвей.
Цветки собраны в соцветия-завитки, без прицветников. Цветки обоеполые, редко совершенно правильные. Чашечка сростнолистная, состоит из 5 (редко 4 или 6—7) листочков, имеющих форму зубчиков или лопастей; венчик изомерен с чашечкой, он воронковидный, блюдчатый либо колесовидный (например, у некоторых сортов картофеля); число тычинок равно числу долей венчика, тычинки все бывают равной длины и все с пыльниками (у Atropa, Дурман, Паслён, Лициум и у др.), или одна тычинка, противостоящая первому чашелистику, короче других, две же соседних тычинки длиннее всех остальных, а две задние средней длины (у Физалис, Петуния, Scopolia); у Сальпиглоссис только 4 тычинки с пыльниками, а пятая тычинка, противостоящая первому чашелистику, без пыльника; у Franciscea, Брунфельзия, Броваллия этой тычинки даже вовсе не бывает. Нити тычинок тонкие, только у Himerantlius булавовидно вздутые. Пыльники обращены внутрь цветка. Пестик состоит большей частью из двух плодолистиков, редко (у Никандра, Jaborosa) из пяти, или (у Nicotiania quadrivalvis) из четырёх, или (у Lycopersicum esculentum) из 10; завязь верхняя, разделенная на гнезда по числу плодолистиков: ложные перегородки появляются редко (у Дурман, Соландра, Grabowskia); семяпочек в каждом гнезде помногу, и только у Grabowskia 4—6, а у Sclerophylax даже одна; завязь несёт короткий, простой столбик, снабжённый небольшим кружковидным или двулопастным рыльцем.
Формула цветка: {\displaystyle \ast Ca_{(5)}\;Co_{(5)}\;A_{(5)}\;G_{({\underline {2}})}}. (редко — слабо {\displaystyle \uparrow })
Плод — ягода или коробочка, вскрывающаяся по створкам или крышечкой. Семена более или менее почковидные, содержат мясистый белок, большей частью изогнутый зародыш.

## Распространение

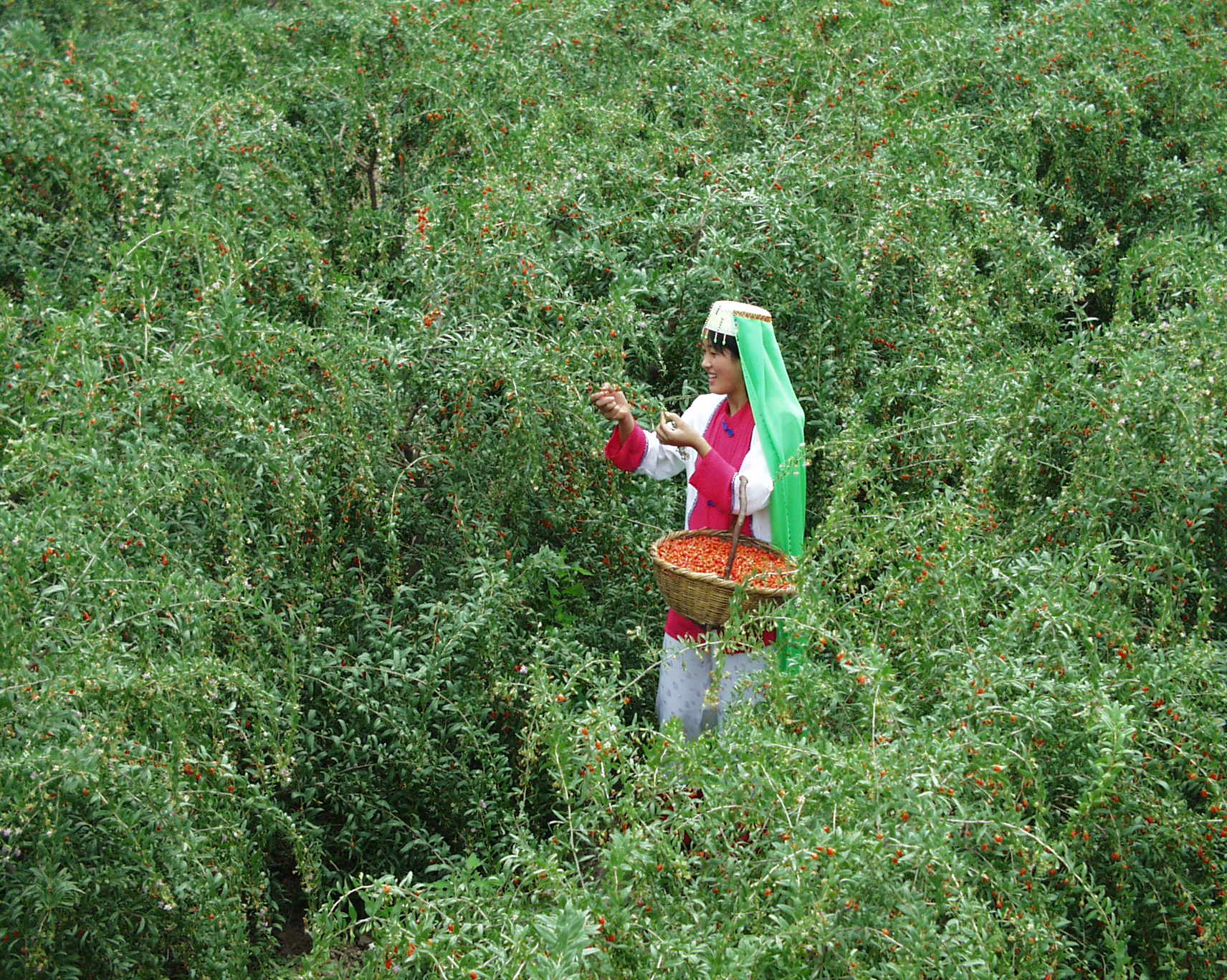
Праздничный сбор дерезы (Lycium barbarum) в Нинся-Хуэйском автономном районе Китая

Всех видов паслёновых насчитывается, по данным сайта «The Plant List», 2678 в 115 родах, большинство из них встречается в тропических и подтропических областях, преимущественно в Америке.
В Европейской России из первой группы встречается Nicandra physaloides, из второй группы — Паслён, Лициум, Hyoscyamus, Atropa и др. и из третьей — Датура.

## Палеонтология
Палеонтологическая летопись семейства крайне скудна. За исключением двух плодов физалиса из эоцена Аргентины, цветки, плоды и листья паслёновых в ископаемом состоянии неизвестны. Семена паслёновых были обнаружены в отложениях эоцена и олигоцена.

## Хозяйственное значение и применение
В семейство входит большое количество съедобных и культивируемых видов растений, например, картофель (Solanum tuberosum), табак (Nicotiana), томаты (Lycopersicum esculentum), испанский, или стручковый перец (Capsicum annuum), Сальпиглоссис, Лициантес Рантонне и др.
Белена, дурман, красавка, скополия, мандрагора и дубоизия содержат алкалоиды гиосциамин и атропин.

## Классификация

### Таксономия
Solanaceae Juss., 1789, Gen. Pl. 124
В соответствии с современной системой классификации APG IV по состоянию на июнь 2024 года семейство относится к порядку Паслёноцветные (Solanales), последовательно входящего в клады Ламииды → Астериды → Суперастериды → Эвдикоты → Цветковые растения. Включает 101 род и 2 715 видов растений, разделённых на 8 подсемейств и 17 триб:
- Подсемейство Cestroideae
включает 11 родов в 4 подтвержденных трибах:
  - Benthamielleae
  - Browallieae
  - Cestreae
  - Salpiglossideae

и самостоятельный род Protoschwenkia
- Подсемейство Duckeodendroideae
включает 1 род с единственным видом Duckeodendron cestroides;
- Подсемейство Goetzeoideae
включает 6 родов;
- Подсемейство Nicotianoideae
включает 8 родов в 2 трибах;
- Подсемейство Petunioideae
включает 9 родов;
- Подсемейство Schizanthoideae — Схизантовые
включает 1 род — Схизантус (Schizanthus) c 16 видами;
- Подсемейство Schwenckioideae
включает 3 рода;
- Подсемейство Solanoideae — Паслёновые
включает 62 рода в 11 трибах:
  - Capsiceae
  - Datureae — Дурмановые
  - Hyoscyameae — Беленовые
  - Jaboroseae
  - Lycieae
  - Mandragoreae
  - Nicandreae
  - Nolaneae
  - Physaleae
  - Solandreae
  - Solaneae — паслёновые

и 4 самостоятельных рода
  - Latua
  - Nectouxia
  - Nicandra — Никандра
  - Sclerophylax

Таксономическая схема в соответствии с Системой APG IV по состоянию на июнь 2024 года:
|  |                          |  |                                   |                        |                      |  | еще 4 семейства |         |  |             |
|  |                          |  |                                   |                        |                      |  |                 |         |  |             |
|  |                          |  |                                   | порядок Паслёноцветные |                      |  |                 |         |  |             |
|  |                          |  |                                   |                        |                      |  |                 |         |  | 2 715 видов |
|  | клада Цветковые растения |  |                                   |                        | семейство Паслёновые |  |                 | 101 род |  |             |
|  | клада Цветковые растения |  |                                   |                        |                      |  |                 | 101 род |  |             |
|  |                          |  | ещё 63 порядка цветковых растений |                        |                      |  |                 |         |  |             |
|  |                          |  |                                   |                        |                      |  |                 |         |  |             |

### Роды
Некоторые из них:
- Atropa L. — Красавка
- Brugmansia Pers. — Бругмансия
- Calibrachoa Cerv. — Калибрахоа
- Capsicum L. — Капсикум
- Cestrum L. — Цеструм
- Datura L. — Дурман
- Duboisia R.Br. — Дубоизия
- Hyoscyamus L. — Белена
- Lycium L. — Дереза
- Mandragora L. — Мандрагора
- Nicandra Adans. — Никандра
- Nicotiana L. — Табак
- Petunia Juss. — Петуния
- Physalis L. — Физалис
- Physochlaina G.Don — Пузырница
- Saracha Ruiz & Pav. — Сараха
- Schizanthus Ruiz & Pav. — Схизантус
- Scopolia Jacq. — Скополия
- Solanum L. — Паслён